# Placidus von Droste

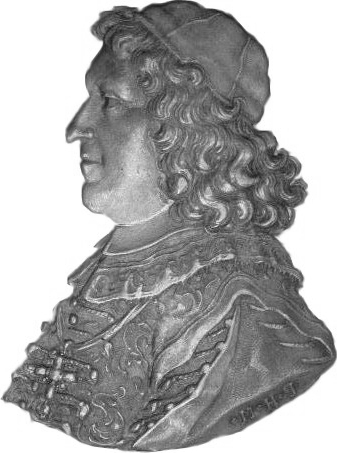
Fürstabt Placidus von Droste, 1688

Placidus von Droste OSB (* 1641 in Erwitte als Ernst Arnold Dietrich; † 22. Juni 1700 in Fulda) entstammt dem westfälischen Uradelsgeschlecht derer von Droste zu Erwitte und war von 1678 bis 1700 Fürstabt von Fulda.

## Leben
Die Eltern waren Philipp von Droste zu Erwitte und dessen Gemahlin Agnes von Heygen (oder Heggen). Seine Neffen Benedikt Wilhelm und Ferdinand Friedrich waren Domherren in Münster.
Placidus von Droste trat im Herbst 1665 nach seinem Studium in Paderborn in das Stift Fulda ein und wurde im Jahre 1677 in Mainz geweiht. Vor seiner Zeit als Abt war er Propst im Kloster Holzkirchen. Am 18. April 1678 bestätigte Papst Innozenz XI. mit einer Bulle die Wahl von Placidus zum Abt zu Fulda. Noch im selben Jahr bestätigte Kaiser Leopold dem Abt Placidus zu Fulda die Regalien und Privilegien des Stiftes.
Während seiner Regierungszeit von 1678- 1700 ließ Fürstabt Placidus von Droste das sog. „Fürstliche Schloß“, das Amtsgericht in Geisa, errichten. Daran erinnert sein bescheidener Wappenstein aus grauem Sandstein über dem Eingangsportal.
Fürstabt Placidus von Droste sanierte in seiner Amtszeit als Abt die Finanzen der Abtei. Sofort nach seinem Amtsantritt am 4. Januar 1678 beschränkte er die Ausgaben für Hofhaltung und Landesverwaltung. Die Überschüsse sammelte er zum Zweck eines Stiftsneubaus. Nach seinem Tod wurden die Gelder gefunden. Sein Nachfolger Adalbert von Schleiffras verwendete das Vermögen zum Bau des neuen barocken Doms zu Fulda.
Er schenkte das im Sauerland gelegene Haus Füchten seinem Bruder Caspar Dietrich von Droste zu Amecke, der fürstlicher fuldischer Geheimrat und Jägermeister war. Er hat zwischen 1681 und 1685 das Stadtschloss in Fulda um den nordwestlichen Vorhofflügel erweitern lassen. Im Jahr 1690 krönte er als Erzkanzler in Augsburg Eleonore von der Pfalz, die dritte Gemahlin von Kaiser Leopold I.

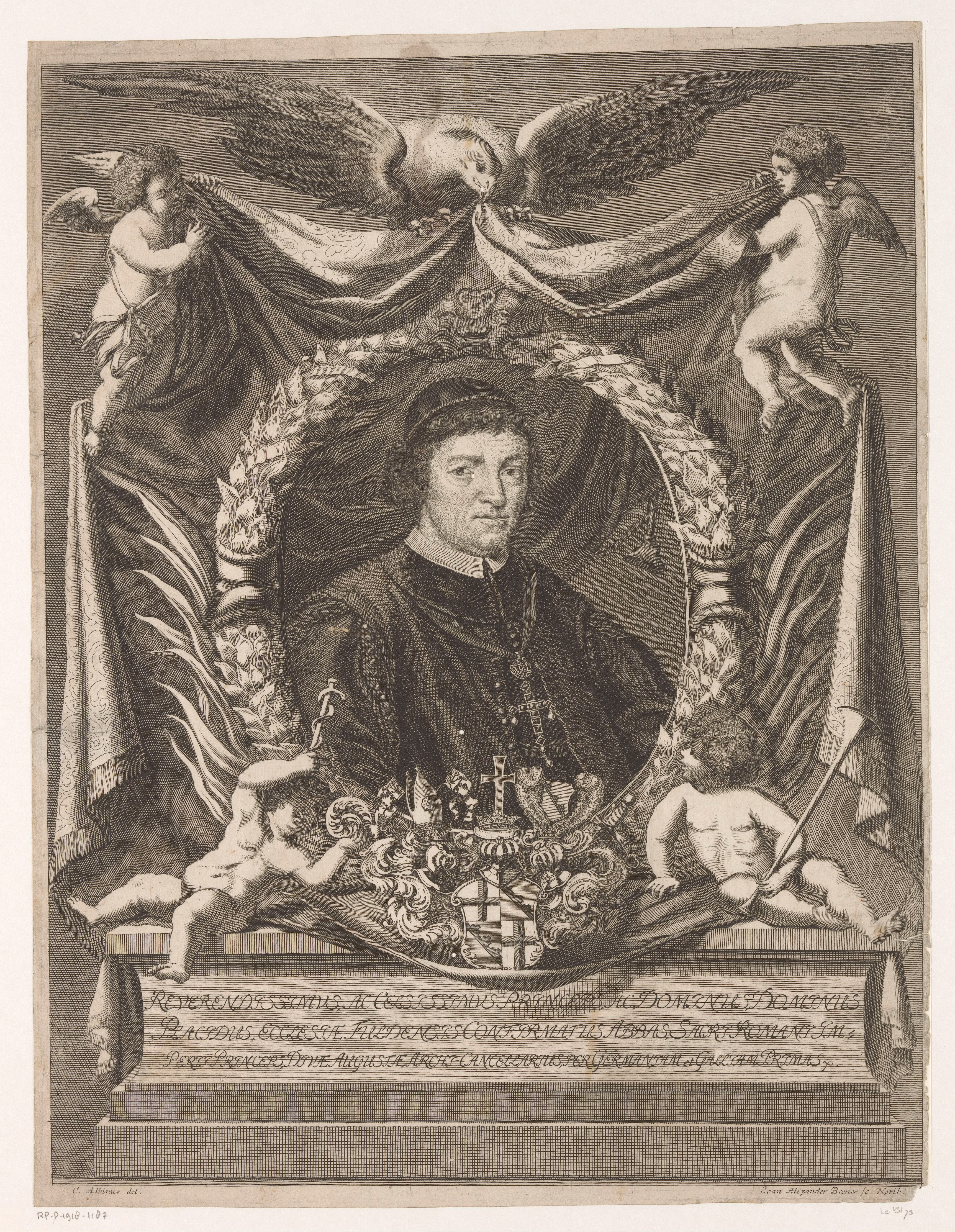
Porträt des Placidus von Droste als Fürstabt von Fulda

Begraben ist er im Dom zu Fulda. Sein Epitaph befindet sich an einem Hauptpfeiler der Kuppel. Sein eigentliches Grab befindet sich im linken Seitenschiff.
Im Jahre 1950 benannten die städtischen Gremien Fuldas, sich sicherlich der Genügsamkeit Placidus Drostes erinnernd, ein kleines Sträßchen nach ihm.